# Borau
Borau è un comune spagnolo di 74 abitanti situato nella comunità autonoma dell'Aragona. Fa parte della comarca della Jacetania.
Il centro, di origine medievale, possiede ancora alcuni edifici con reminiscenze gotiche, come la casa Cipriano, la casa Soro e la stessa chiesa parrocchiale di santa Eulalia, punto di passaggio fra lo stile gotico e quello rinascimentale.